# Slag bij Castricum
De Slag bij Castricum vond plaats op 6 oktober 1799, tijdens de Tweede Coalitieoorlog tegen revolutionair Frankrijk, nabij Castricum in Noord-Holland. De veldslag was een beslissende overwinning van het Frans-Bataafse leger onder leiding van generaal Guillaume Brune en Herman Willem Daendels tegen een Brits-Russische invasiemacht onder bevel van Frederik van York, Ralph Abercromby en de prins van Oranje.

## Achtergrond
De Brits-Russische troepenmacht van 32.000 man landde op 27 augustus 1799 in Noord-Holland. Aanvankelijk verliep de strijd voorspoedig voor de geallieerden. Op 30 augustus werd de Nederlandse vloot bij Den Helder zonder slag of stoot veroverd, en op 3 oktober werd Alkmaar bezet.
Na een aantal kleinere veldslagen, onder meer de Slag bij Bergen op 19 september, werd op 6 oktober bij Castricum de opmars van de Britten en Russen een halt toegeroepen in een beslissende veldslag.

## Verloop
Tijdens de veldslag wisselde Castricum meermalen van machthebber tot de Britten en Russen uiteindelijk verslagen werden en van het slagveld vluchtten. De geallieerde verliezen waren 2.536 gesneuvelde soldaten en 11 kanonnen. Aan Frans-Bataafse kant sneuvelden 1.382 soldaten.

## Verslag van een ooggetuige

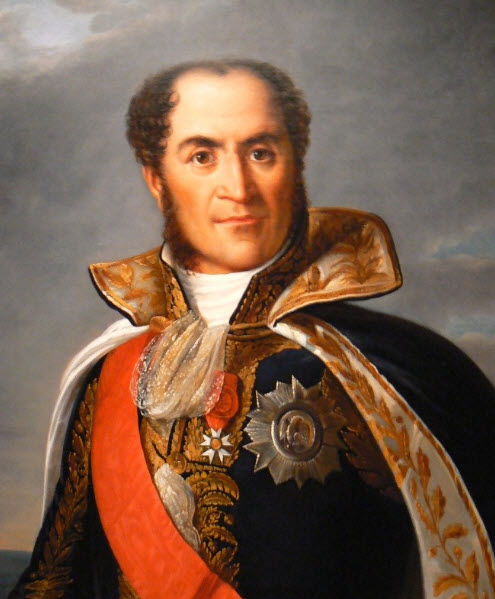
Generaal Guillaume Brune, bevelhebber van de Frans-Bataafse troepen

Ook de inwoners van Castricum waren het slachtoffer van de strijd. Ooggetuige pastoor Bommer over de plundering van Castricum:
"Het getal der geroofden en gestoolene Edamsche en Lijdsche kaasen is ontelbaar. En die kaasen, die jong en nog in 't zout waaren, met de sabels doorgehakt en vernield. Boter, vaatjes met boter, pas gekarnde boter, onnoemelijk veel werd geroofd. Bij 't Huijs van Juffrouw Nieuwhout van Veen in, daar de officieren lagen, is na hun vertrek nog veel gevonden. De Franschen soldaten kookten de kool in klinkklaare booter, zonder water, gekookt zijnde, konden zij het niet eeten, en wierpen het weg, vernielders, en verkwisters. Het gerookte vleesch, spek en hammen. dat ze maar ontdekte, naamen ze weg. Hennen, eenden en eieren, bijekorven, honing, wijn, bier, genever, brandewijn, room en melk, alles was van hun gading, en verviel in hunne handen. Kooperen keetels, boerenmelk-ketels en pannen van aardewerk, tinnen leepels, schootelen, borden, trekpotten, staalen vorken, naamen ze weg. Zilveren beugelen, oorijzers met zilveren slooten, en klampen van kerkboeken, afgescheurd en afgekapt, alsook ander zilver en goud, en geld weggeroofd. Bedden, lakens, peluwen, sloopen, deekens, tafellaakens, servetten, jassen, mans- en vrouwe- kleederen, schoenen en zilveren gespen, onbedenkelijk veel. Karren, cheesen, wagens, ja 't ijzer van de wielen, emmers en vaten, was hunne gadingen, daar zijn ook nog paarden weg."
"Tot 's middags den 8 october hebben ze (de Fransen) in die tijd niets anders gedaan als vernielen roven en beesten slachten. Om dien tijd wierd er alarm geblazen en moesten allen vertrekken om de Engelschen en Russen te vervolgen. Bij dit alarmblazen heeft Jan Glorie (schepen en landbouwer) nog twee koebeesten behouden, die de Franschen al gehaald hadden om ze te slachten en Jan Glorie heeft zich zo dapper verdedigd in zijn huis tegen de Fransche rovers, dat ze met al hun geweld in twee van zijn kamers niet hebben kunnen komen."

## Nasleep

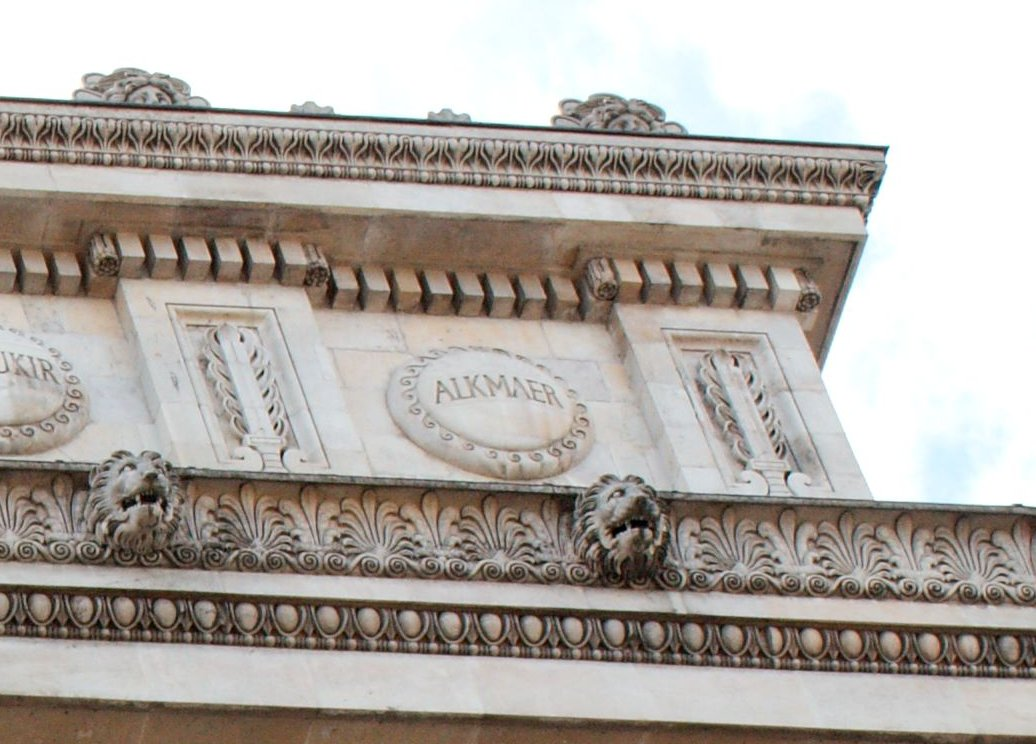
Alkmaer op de Arc de Triomphe in Parijs

Nadat de geallieerden verslagen waren in de slag bij Castricum volgde een chaotische terugval. Veel van de Britse en Russische soldaten werden getroffen door malaria en de plaatselijke bevolking had zich tegen de geallieerden gekeerd. Daarnaast maakte het slechte weer het onmogelijk om de troepen weer in te schepen. Op 10 oktober tekenden de strijdende partijen de Conventie van Alkmaar waarbij de geallieerden troepen terug mochten trekken met behoud van hun buit, en zonder herstelbetaling te hoeven doen. Als dank kreeg Brune een aantal paarden cadeau van de hertog van York. Op 19 november waren alle geallieerde troepen weg uit Noord-Holland.
In de jaren na de invasie werden verdedigingslinies aangelegd in Noord-Holland ter bescherming van Amsterdam, waaronder de Linie van Beverwijk.
In het Huis met de Kogel in Castricum is nog steeds een kanonskogel te zien die tijdens de veldslag in de muur is ingeslagen. Er hangt ook een plakkaat met de tekst "kogel uit de slag bij kastricum zondag 6 okt. 1799". In de buitenmuur van de toren van de naastgelegen Dorpskerk bevindt zich tevens een ingeslagen kogel. Ook plaatsnamen als de Russenbergen en de Doodelaan in Castricum herinneren nog aan de veldslag.
De Franse overwinning in Noord-Holland staat op de Arc de Triomphe vermeld als Alkmaer.

Eerste Stockach · Cassano · Eerste Zürich · Montebello · Trebbia · Novi · Bergen · Tweede Zürich · Castricum · Genua · Tweede Stockach · Marengo · Höchstädt · Hohenlinden · Kopenhagen · Algeciras · Alexandrië